# Honorine van Wittem

Familiewapen Corsselaar

Honorine van Wittem (1580 - 15 januari 1643) (ook: Van Wittem van Beersel) was erfvrouwe van Boxtel en vrouwe van Overijse en Eerken.
Zij was de dochter van Anton van Wittem en Jeanne de Noyelles.
In 1595 trouwde ze met Gerard van Horne (1560-1612) en ze kregen de volgende kinderen:
- Honorine van Horne (1595-1662)
- Maria Francisca van Horne (1600-1655), sinds 1633 gehuwd met Willem Bette, markies van Lede
- Ambrosius van Horne (1609-1656)

Door dit huwelijk kwam het Kasteel van IJse te Overijse in het bezit van de familie Van Horne.
In 1615 hertrouwde ze, nu met Frans Hendrik van Croÿ-Roeulx, en uit dit huwelijk kwamen de volgende kinderen voort:
- Albert François van Croÿ-Roeulx
- Marie Madeleine van Croÿ-Roeulx

Door dit huwelijk kon ze zich gravin van Megen noemen.
Honorine verbleef graag in Parijs, maar woonde meestal in Brussel of Overijse. Zij verbleef maar zelden in Boxtel.
Vanaf 1612 nam zij het bestuur over haar bezittingen waar om deze in 1618 over te dragen aan haar zoon Ambrosius van Horne.
Honorine werd begraven in de Minderbroederskerk te Brussel.